# Kőváriné Ivánfi Brigitta
Kőváriné Ivánfi Brigitta hivatásos katona, a Magyar Honvédség Béketámogató Kiképző Központ törzsőrmestere, magyar bajnok kerékpáros, Európa- és világbajnok karbirkózó.

## Pályafutása
A szolnoki Kereskedelmi és Vendéglátóipari Szakközépiskolában tanult. Sportpályafutását kerékpárosként kezdte a szolnoki cukorgyár sportegyesületében, és több ízben magyar bajnoki címet szerzett. Az egyesület megszűnésekor kezdett karbirkózással foglalkozni Kőrösi Tibor edző útmutatásával.
Karbirkózásban tízszeres magyar bajnok. 2004-ben a lengyelországi Európa-bajnokságon negyedik helyet ért el, 2014-ben és 2016-ban világbajnoki bronz, 2015-ben ezüstérmet szerzett. 2017-ben és 2018-ban Európa-bajnok lett. A 2018. október 14–21. között Antalyában megrendezett világbajnokságon négy érmet szerzett, köztük az első világbajnoki aranyat. 2019-ben ismét világbajnoki aranyérmet szerzett.
2019. október Románia, Bakarest Világbajnokság Világbajnok Masters kategóriában mindkét kézzel, Senior kategóriában mindkét kézzel ezüst érmes
2021. Litvánia Vilnius Senior kategóriában Európa Bajnok mindkét kézzel
2022. Románia, Bukarest Európa Bajnok mindkét kézzel szenior, és masters kategóriában is
2022. Antalya Törökország Világbajnokság, világbajnok szenior kategóriában bal kézzel 65 kg-ban, ezüst érem jobb kézzel
Egyesülete 2018-ban alakult Megtorló Karok Szolnok Szkander Sportegyesület néven

## Díjai, elismerései
Az év magyar szkanderezője: 2024